# Bécasseau falcinelle
Calidris falcinellus
Espèce
Synonymes
Limicola falcinellus
Statut de conservation UICN

 LC  : Préoccupation mineure
Le Bécasseau falcinelle (Calidris falcinellus - anciennement Limicola falcinellus), également appelé bécasseau platyrrhynque, est une espèce de petits limicoles appartenant à la famille des Scolopacidae.

## Comportement

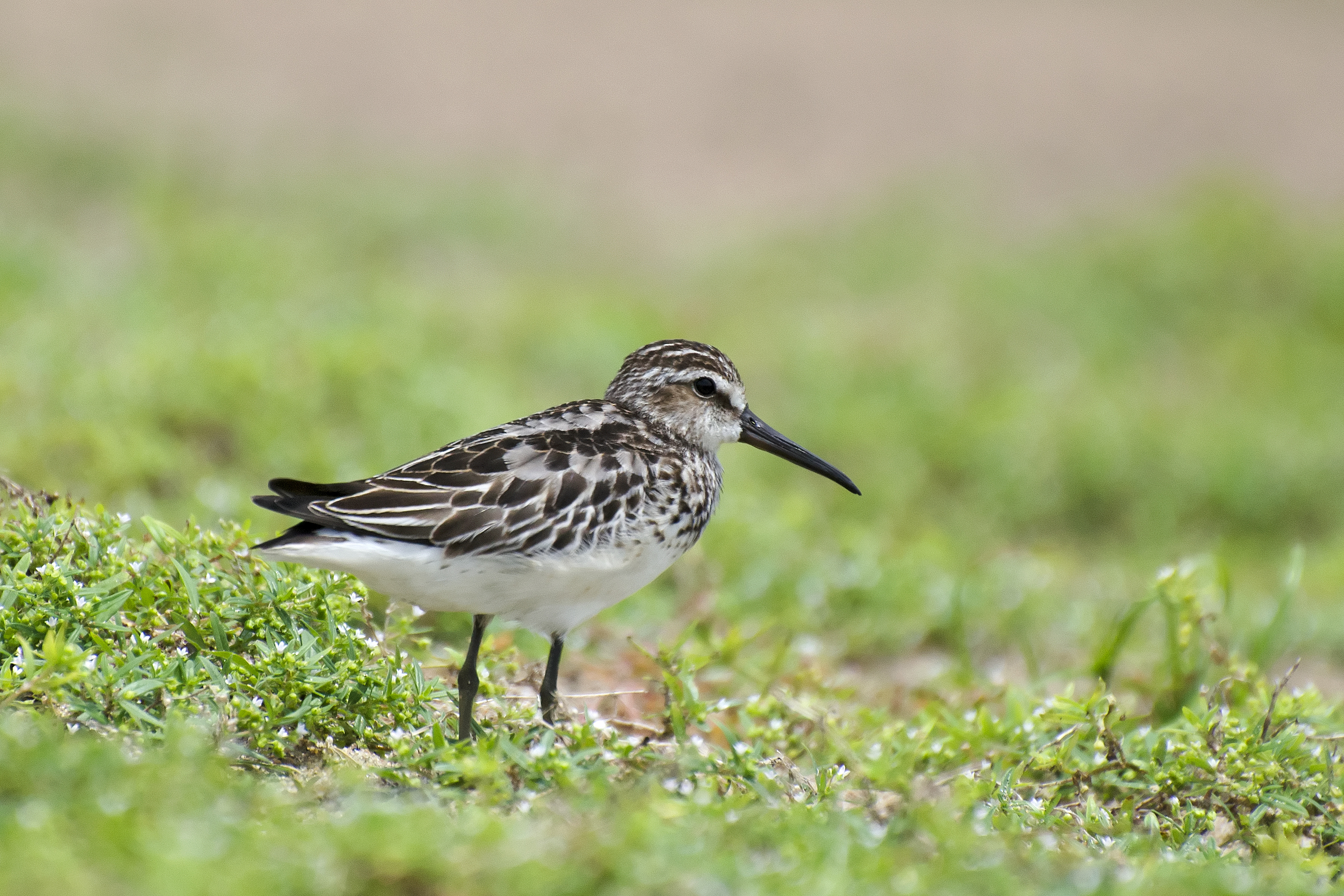
plumage d'hiver (Kerala)

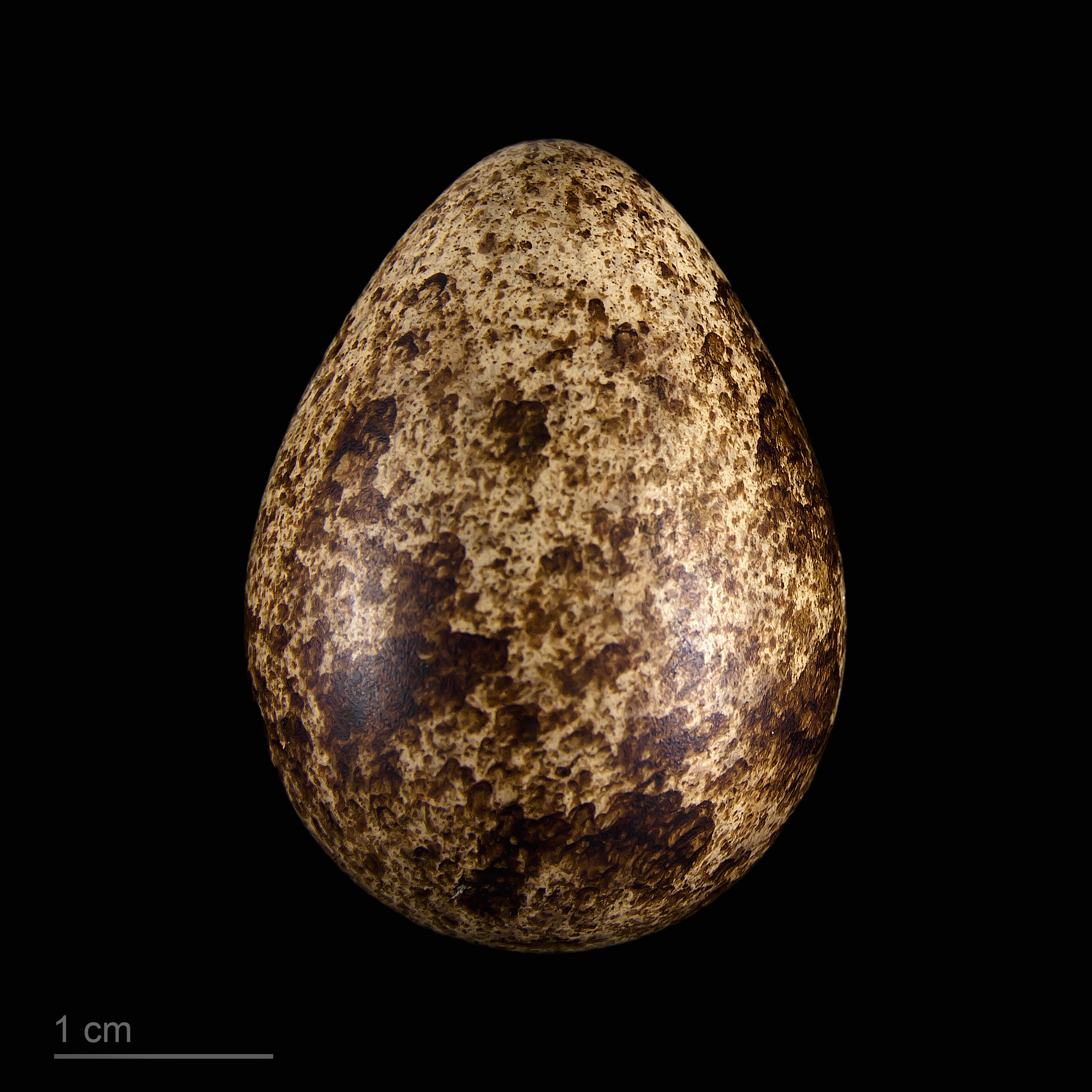
Limicola falcinellus falcinellus - MHNT

C'est un oiseau fortement migrateur, passant la saison de non-reproduction dans l'est de l'Afrique, le sud et le sud-est de l'Asie à l'Australasie. Il est très grégaire et forme des troupeaux avec d'autres  échassiers comme le Bécasseau variable. En dépit de son aire de reproduction européenne, cette espèce passe rarement dans l'ouest de l'Europe, probablement à cause de la route migratoire vers le sud-est.
Il se reproduit dans les tourbières humides de la taïga du nord de l'Europe et de la Sibérie. Le mâle effectue une parade aérienne pendant la parade nuptiale. Ils nichent dans un trou dans lesol, où la femelle pond 4 œufs en moyenne.
Il fourrage dans la boue molle des marais et des côtes, principalement pour ramasser la nourriture qu'il voit. Il se nourrit surtout d'insectes et d'autres petits invertébrés.
C'est l'une des espèces pour laquelle l'Accord sur la conservation des oiseaux d'eau migrateurs d'Afrique-Eurasie (AEWA) s'applique.

## Protection
Le Bécasseau falcinelle bénéficie d'une protection totale sur le territoire français depuis l'arrêté ministériel du 17 avril 1981 relatif aux oiseaux protégés sur l'ensemble du territoire. Il est donc interdit de le détruire, le mutiler, le capturer ou l'enlever, de le perturber intentionnellement ou de le naturaliser, ainsi que de détruire ou enlever les œufs et les nids, et de détruire, altérer ou dégrader son milieu. Qu'il soit vivant ou mort, il est aussi interdit de le transporter, colporter, de l'utiliser, de le détenir, de le vendre ou de l'acheter.

## Taxinomie
D'après la classification de référence (version 14.1, 2024) de l'Union internationale des ornithologues, le Bécasseau falcinelle possède 2 sous-espèces (ordre philogénique) :
- Calidris falcinellus falcinellus (Pontoppidan, 1763) : nicheuse en Fennoscandie ;
- Calidris falcinellus sibirica (Dresser, 1876) : nicheuse en Sibérie.

## Répartition

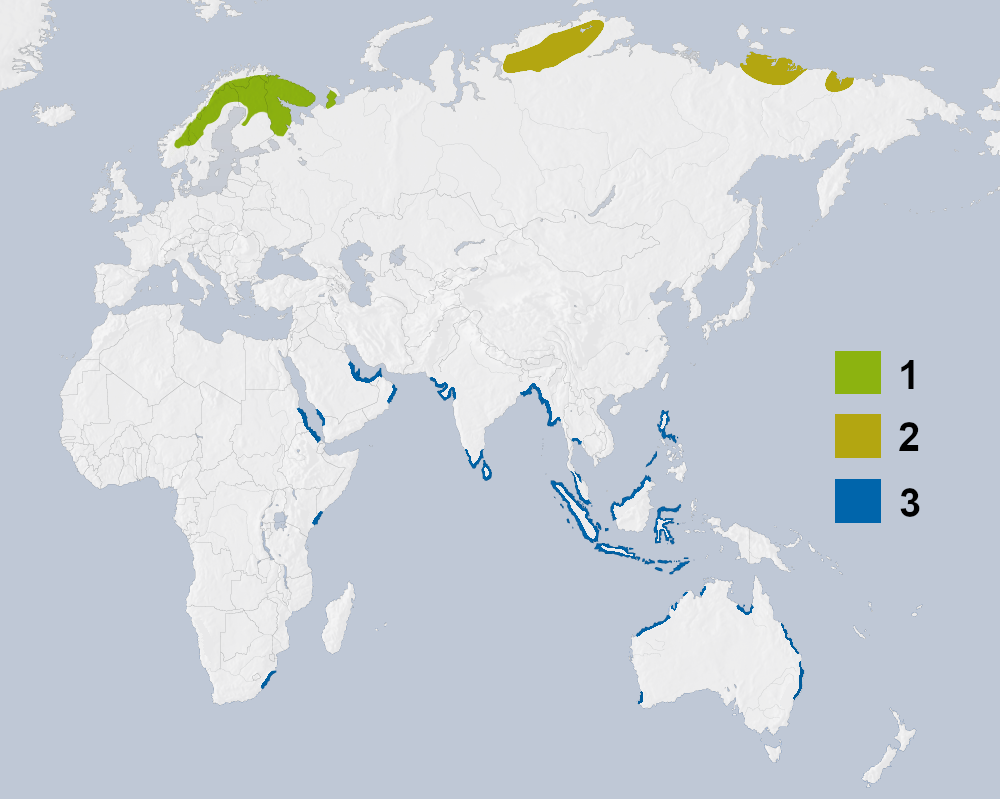
zone de nidification
aire d'hivernage

## Source
- Taylor D. (2006) Guide des limicoles d'Europe, d'Asie et d'Amérique du Nord. Delachaux & Niestlé, Paris, 224 p.